# Phare Ormos Moudhrou
Pour les articles homonymes, voir Kombi.
Le phare Ormos Moudhrou, également appelé phare Kombi est situé sur l'île Kombi, dans la baie de Moúdhros, au sud de l'île Lemnos en Grèce. Il est achevé en 1912. Le phare est inactif.

## Caractéristiques
Le phare est une tour cylindrique de pierre sans lanterne, accolée à la maison du gardien. Il s'élève à 61 mètres au-dessus de la mer Égée. La lumière est déportée sur une structure métallique.

## Codes internationaux
- ARLHS[2] : GRE-083
- NGA : 16888
- Admiralty[3] : E 4578

## Source
(en) [PDF] List of lights radio aids and fog signals - 2011 - The west coasts of Europe and Africa, the mediterranean sea, black sea an Azovskoye more (sea of Azov) (la liste des phares de l'Europe, selon la National Geospatial - Intelligence Agency)- Version 2011 - National Geospatial - Intelligence Agency - p. 296

## Lien connexe
Lemnos